# Raoul Couvert
Raoul François Couvert (né en 1903 à Chambéry, mort en 1983 dans la même commune) est un joueur professionnel français de hockey sur glace.
Il est le frère aîné de Martial Couvert.

## Carrière
Raoul Couvert fait toute sa carrière au Chamonix Hockey Club où il est formé. L'équipe est championne de France en 1923, 1925, 1926, 1927, 1929, 1930, 1931.
Raoul Couvert fait partie de l'équipe de France de 1924 à 1932. Il participe aux Jeux olympiques de 1924 à Chamonix et 1928 à Saint-Moritz,. Il participe également aux championnats du monde 1930 et 1931. Il prend part aux championnats d'Europe en 1924 où la France est championne, 1926 et 1932.